# Онеонта (Алабама)
Онео́нта (англ. Oneonta) — крупнейший город и административный центр округа Блант, штат Алабама. Население по переписи 2020 года — 6938 человек.

## География
По данным Бюро переписи США, общая площадь города равняется 41,14 км², из которых 40,99 км² составляет суша и 0,14 км² — водные объекты (0,34 %). Онеонту пересекает шоссе , соединяющее северную и восточную части округа.

## История
Первоначальный центр округа располагался в Блантсвилле (в период 1819 или 1820—1888 годов). В 1877 году после образования округа Калмен из земель, составлявших Блант, географическое положение административного центра изменилось. В результате в 1888 году жители проголосовали за его перенос в Онеонту. Войска под командованием Эндрю Джексона и Джона Коффи сражались за регион во время крикской войны. Впоследствии некоторые из них поселились на территории данного округа. Сам же город возник с появлением железной дороги в 1880-х годах. Многие здания были покрыты жестью, из-за чего город прозвали «оловянным». Близость Онеонты к различным месторождениям полезных ископаемых, включая железную руду, уголь, известняк и марганец, способствовала развитию индустриализации.

## Население
| Год переписи                    | Нас. |  | %±    |
| ------------------------------- | ---- |  | ----- |
| 1900                            | 583  |  | —     |
| 1910                            | 609  |  | 4,5%  |
| 1920                            | 876  |  | 43,8% |
| 1930                            | 1387 |  | 58,3% |
| 1940                            | 2376 |  | 71,3% |
| 1950                            | 2802 |  | 17,9% |
| 1960                            | 4136 |  | 47,6% |
| 1970                            | 4390 |  | 6,1%  |
| 1980                            | 4824 |  | 9,9%  |
| 1990                            | 4844 |  | 0,4%  |
| 2000                            | 5576 |  | 15,1% |
| 2010                            | 6567 |  | 17,8% |
| 2020                            | 6938 |  | 5,6%  |
| 1900–2020 U.S. Decennial Census |      |  |       |

По переписи населения 2020 года в городе проживало 6938 жителей. Плотность населения — 169,26 чел. на один квадратный километр. Расовый состав населения: белые — 72,24 %, чёрные или афроамериканцы — 5,84 %, испаноязычные или латиноамериканцы — 16,94 % и представители других рас — 4,98 %.

## Экономика
По данным переписи 2020 года, средний годичный доход домохозяйства составляет 38 922 долл., что на 20,44 % ниже среднего уровня по округу и на 25,2 % ниже среднего по штату. Доля населения, находящегося за чертой бедности, — 16,1 %.

## Культура и достопримечательности
В Национальный реестр исторических мест занесены крытые мосты Исли и Хортон-Милл, которые использовались в период 1925—1949 годов. В октябре проводится фестиваль крытых мостов, в рамках которого представлены выставки декоративно-прикладного искусства, турнир по гольфу и другие мероприятия.
Мемориальный музей округа Блант расположен на площади перед зданием суда. В нём находятся предметы, связанные с историей региона. В городе функционируют три 18-луночных поля для гольфа: Heritage Golf Course, гольф-клубы Limestone Springs и Whispering Pines.